# Сельское поселение «Чашино-Ильдиканское»
Се́льское поселе́ние «Чашино-Ильдиканское» — муниципальное образование в Нерчинско-Заводском районе Забайкальского края Российской Федерации.
Административный центр — село Чашино-Ильдикан.

## История
Статус и границы сельского поселения установлены Законом Читинской области от 19 мая 2004 года «Об установлении границ, наименований вновь образованных муниципальных образований и наделении их статусом сельского, городского поселения в Читинской области».

## Население
| 2010 | 2011 | 2012 | 2013 | 2014 | 2015 | 2016 |
| ---- | ---- | ---- | ---- | ---- | ---- | ---- |
| 315  | ↘314 | ↘299 | ↗301 | ↘299 | ↗301 | ↗306 |
| 2017 | 2018 | 2019 | 2020 | 2021 |      |      |
| →306 | ↘301 | ↘298 | ↗302 | ↘229 |      |      |

## Состав сельского поселения
| № | Населённый пункт | Тип населённого пункта       | Население |
| - | ---------------- | ---------------------------- | --------- |
| 1 | Чашино-Ильдикан  | село, административный центр | ↘229      |